# Outlook Peak
Outlook Peak – szczyt w Kanadzie, na terytorium Nunavut, w paśmie Princess Margaret Range (najwyższy szczyt) na Wyspie Axela Heiberga.